# María Rosa Gallo
María Rosa Gallo (ur. 20 grudnia 1925 w Buenos Aires, zm. 7 grudnia 2004) – argentyńska aktorka. Popularność w Polsce zdobyła dzięki graniu w telenowelach: Manuela (1991) jako Bernarda, Czarna perła (1994/1995) oraz Kachorra to ja (2002), gdzie wcieliła się w Pierinę.
Wybrana filmografia:
- Nino (1972)
- Volver (1982)
- La extrana dama (1989)
- Manuela (1991)
- Micaela (1992)
- Soy Gina (1992)
- Czarna perła (1994/1995)
- Zingara (1996)
- Cebecita (1999)
- Kachorra to ja (2002)
- 22, el loco (2001)
- La Rosa azul (2001)
- La ninera (2004)